# Stalag XII-F
Lo Stalag XII-F è stato un campo di prigionia tedesco durante la seconda guerra mondiale.

## Contesto storico
Gli stalag XII dipendevano dal Wehrkreis XII (XII distretto militare), la 12ª regione militare tedesca, con sede a Wiesbaden. Lo Stalag XII-F era situato nei pressi di Forbach (nella Mosella annessa al Terzo Reich, ora in Francia), quindi vicino a Sarrebourg. Fu attivo dal 15 novembre 1940 al 9 dicembre 1944; venne poi trasferito a Freinsheim, in Germania, dove rimase in funzione fino al 1945.
Il campo fu spostato più volte:
- Stalag XII F Saarburg / Sarrebourg (Francia) novembre 1940 - maggio 1941
- Stalag XII F Bolchen / Boulay-Moselle (Francia) maggio 1941 - ottobre 1943
- Stalag XII F Forbach  (Francia) ottobre 1943 - novembre 1944
- Stalag XII F Freinsheim - Renania Palatinato (Germania) novembre 1944 - marzo 1945

## Funzionamento
Lo Stalag XII-F era tenuto dal Landesschutzbataillon 433 formato, come tutte queste unità, da soldati che non furono impiegati in combattimento per la loro inferiore qualità militare.
Vi furono 136 Arbeitskommandos (gruppi di lavoro) che lavorarono fuori dal campo.

### Numero di internati
Al 1º settembre 1943, vennero censiti nel campo 17.524 francesi, 312 belgi, 2.623 polacchi, 4.923 iugoslavi e 23.623 sovietici, per un totale di 49.015 prigionieri, di cui 41.840 lavoratori e 7.175 non adatti e ricoverati nelle infermerie.

Dopo l'annuncio dell'armistizio di Cassibile l'8 settembre 1943, vi furono deportati e internati anche i prigionieri di guerra italiani catturati dai tedeschi nei vari fronti.

Al 1º dicembre 1943 risultava un totale di 75.134 prigionieri di guerra di cui 28.013 russi.

Al 1º giugno 1944 il totale degli internati ammontava a 76.516 prigionieri di guerra di cui 29.028 russi.

Al 1º agosto 1944, in tutto il XII-F (Forbach), erano internati 29.346 prigionieri di guerra sovietici e 2.804 prigionieri di guerra polacchi. Per le altre nazionalità, il numero di internati a quella data era sconosciuto.